# Финал Кубка Гагарина 2023
Финал Кубка Гагарина 2023 — решающая серия розыгрыша плей-офф Кубка Гагарина в сезоне Континентальной хоккейной лиги 2022/2023. В финале приняли участие чемпионы Восточной и Западной конференций, «Ак Барс» и ЦСКА соответственно. Победителем второй раз подряд и в третий раз в истории КХЛ стал ЦСКА.

## Формат финала
Финальная серия состоит максимум из семи игр и проходит до четырёх побед одной из команд в формате Д-Д-Г-Г-Д-Г-Д. В случае ничейного результата по итогам основного времени матча назначается 20-минутный овертайм в формате «пять на пять» до первой заброшенной шайбы. Количество овертаймов не ограничено. Преимущество домашней площадки получает команда, занявшая более высокое место в лиге по итогам регулярного сезона.

## Предыдущие участия в финале
В данной таблице учитываются только финалы Кубка Гагарина (с 2009 года).
| Команда | Предыдущие финалы (победы выделены) |
| ------- | ----------------------------------- |
| Ак Барс | 4 (2009, 2010, 2015, 2018)          |
| ЦСКА    | 5 (2016, 2018, 2019, 2021, 2022)    |

## Путь к финалу

### Регулярный чемпионат
«Ак Барс» занял первое место в Восточной конференции и дивизионе Харламова. По ходу регулярного сезона команда поменяла главного тренера. В начале сезона 2022/2023 главным тренером «Ак Барса» был Олег Знарок, однако после неудачных выступлений команды её вновь возглавил Зинэтула Билялетдинов, ранее трижды побеждавший в розыгрыше Кубка Гагарина с «Ак Барсом».
ЦСКА занял второе место в Западной конференции и первое в дивизионе Тарасова.

#### Результаты очных встреч
| 5 сентября 2022 19:00 | ЦСКА | 1 : 5 (1:1, 0:1, 0:3) | Ак Барс | ЦСКА Арена, Москва Зрителей: 6 350 |

| Отчёт                                         | Отчёт                                                                 | Отчёт | Отчёт                       | Отчёт                                                                                |
| --------------------------------------------- | --------------------------------------------------------------------- | --- | --------------------------- | ------------------------------------------------------------------------------------ |
|                                               |                                                                       | |                             |                                                                                      |
|                                               | Александр Шарыченков — 00:00-57:41 Александр Шарыченков — 59:25-60:00 | Вратари | 00:00-60:00 — Тимур Билялов | Судьи: Константин Оленин Сергей Юдаков Линейные судьи: Торнике Кучава Никита Новиков |
|                                               | Голы:                                                                 | |                             | Судьи: Константин Оленин Сергей Юдаков Линейные судьи: Торнике Кучава Никита Новиков |
| Виталий Абрамов (бол.) — 15:24 (П. Карнаухов) | 1:0 1:1 1:2 1:3 1:4 1:5                                               | 18:32 — Илья Сафонов (Д. Воронков, К. Адамчук) 22:38 — Кирилл Панюков (А. Галимов, К. Хенкель) 48:21 — Александр Радулов (Д. Кагарлицкий, К. Семёнов) 59:25 — Даниил Тарасов (п.в.) (Д. Кагарлицкий, К. Адамчук) 59:39 — Никита Дыняк (Д. Хафизуллин, В. Войнов) |                             | Судьи: Константин Оленин Сергей Юдаков Линейные судьи: Торнике Кучава Никита Новиков |
|                                               |                                                                       | |                             | Судьи: Константин Оленин Сергей Юдаков Линейные судьи: Торнике Кучава Никита Новиков |
|                                               |                                                                       | |                             | Судьи: Константин Оленин Сергей Юдаков Линейные судьи: Торнике Кучава Никита Новиков |
|                                               |                                                                       | |                             | Судьи: Константин Оленин Сергей Юдаков Линейные судьи: Торнике Кучава Никита Новиков |
| 4 мин                                         | Штраф                                                                 | 6 мин |                             | Судьи: Константин Оленин Сергей Юдаков Линейные судьи: Торнике Кучава Никита Новиков |
|                                               |                                                                       | |                             |                                                                                      |
|                                               | 31                                                                    | Броски | 30                          |                                                                                      |

| 1 ноября 2022 19:00 | Ак Барс | 2 : 3 (1:0, 0:1, 1:2) | ЦСКА | Татнефть-Арена, Казань Зрителей: 8 005 |

| Отчёт                                                                                                   | Отчёт                       | Отчёт | Отчёт                        | Отчёт                                                                                   |
| --- | --------------------------- | --- | ---------------------------- | --------------------------------------------------------------------------------------- |
| |                             | |                              |                                                                                         |
| | Амир Мифтахов — 00:00-58:46 | Вратари | 00:00-60:00 — Адам Рейдеборн | Судьи: Николай Акузовский Сергей Беляев Линейные судьи: Даниил Захаров Александр Сысуев |
| | Голы:                       | |                              | Судьи: Николай Акузовский Сергей Беляев Линейные судьи: Даниил Захаров Александр Сысуев |
| Дмитрий Кагарлицкий (бол.) — 19:42 (В. Войнов, В. Шипачёв) Илья Сафонов — 52:03 (А. Радулов, В. Войнов) | 1:0 1:1 1:2 :2 2:3          | 39:48 — Андрей Светлаков (бол.) (М. Григоренко, Н. Нестеров) 44:41 — Никита Нестеров (А. Слепышев, С. Плотников) 56:01 — Максим Мамин (бол.) (Д. Диц, М. Соркин) |                              | Судьи: Николай Акузовский Сергей Беляев Линейные судьи: Даниил Захаров Александр Сысуев |
| |                             | |                              | Судьи: Николай Акузовский Сергей Беляев Линейные судьи: Даниил Захаров Александр Сысуев |
| |                             | |                              | Судьи: Николай Акузовский Сергей Беляев Линейные судьи: Даниил Захаров Александр Сысуев |
| |                             | |                              | Судьи: Николай Акузовский Сергей Беляев Линейные судьи: Даниил Захаров Александр Сысуев |
| 28 мин                                                                                                  | Штраф                       | 2 мин |                              | Судьи: Николай Акузовский Сергей Беляев Линейные судьи: Даниил Захаров Александр Сысуев |
| |                             | |                              |                                                                                         |
| | 23                          | Броски | 24                           |                                                                                         |

### Плей-офф
| Восточная конференция |          |            |            |                                        |
| Стадия                | Соперник | Соперник   | Общий счёт | Результаты игр                         |
| 1-й раунд             | 8        | Нефтехимик | 4 − 2      | 2:3 (ОТ), 4:1, 4:1, 2:4, 6:1, 4:2      |
| 2-й раунд             | 7        | Адмирал    | 4 − 2      | 3:2, 2:1, 0:1 (ОТ), 2:1 (ОТ), 1:2, 3:1 |
| Финал конференции     | 3        | Авангард   | 4 − 1      | 3:2 (ОТ), 2:3, 3:2 (ОТ), 1:0, 3:2 (ОТ) |

| Западная конференция |          |            |            |                                         |
| Стадия               | Соперник | Соперник   | Общий счёт | Результаты игр                          |
| 1-й раунд            | 7        | Северсталь | 4 − 3      | 5:2, 2:3 (ОТ2), 3:5, 9:3, 4:3, 0:3, 5:3 |
| 2-й раунд            | 3        | Локомотив  | 4 − 3      | 2:0, 3:2, 2:6, 3:1, 0:1, 1:2, 5:0       |
| Финал конференции    | 1        | СКА        | 4 − 2      | 3:2 (ОТ3), 1:2, 4:0, 1:3, 7:3, 3:0      |

## Арены
| Казань            | Татнефть-Арена ЦСКА АренаАрены финала Кубка Гагарина 2023 | Москва              |
| Татнефть-Арена    | Татнефть-Арена ЦСКА АренаАрены финала Кубка Гагарина 2023 | ЦСКА Арена          |
| Вместимость: 8890 | Татнефть-Арена ЦСКА АренаАрены финала Кубка Гагарина 2023 | Вместимость: 12 680 |
|                   | Татнефть-Арена ЦСКА АренаАрены финала Кубка Гагарина 2023 |                     |

## Результаты матчей
Время начала матчей дано по Московскому времени (UTC+3).

### Игра № 1
| 17 апреля 2023 19:30 | Ак Барс | 4 : 1 (1:1, 1:0, 2:0) | ЦСКА | Татнефть-Арена, Казань Зрителей: 8 815 |

| Отчёт | Отчёт                       | Отчёт                                             | Отчёт                        | Отчёт                                                                              |
| --- | --------------------------- | ------------------------------------------------- | ---------------------------- | ---------------------------------------------------------------------------------- |
| |                             |                                                   |                              |                                                                                    |
| | Тимур Билялов — 00:00-60:00 | Вратари                                           | 00:00-60:00 — Адам Рейдеборн | Судьи: Денис Наумов Константин Оленин Линейные судьи: Никита Новиков Дмитрий Сивов |
| | Голы:                       |                                                   |                              | Судьи: Денис Наумов Константин Оленин Линейные судьи: Никита Новиков Дмитрий Сивов |
| Артём Лукоянов (мен.) — 06:57 Станислав Галиев (бол.) — 22:00 (В. Шипачёв, В. Войнов) Дмитрий Воронков — 47:28 (А. Радулов) Кирилл Панюков — 52:54 (К. Адамчук, Н. Лямкин) | 1:0 1:1 2:1 3:1 4:1         | 14:46 — Михаил Григоренко (Д. Диц, В. Провольнев) |                              | Судьи: Денис Наумов Константин Оленин Линейные судьи: Никита Новиков Дмитрий Сивов |
| |                             |                                                   |                              | Судьи: Денис Наумов Константин Оленин Линейные судьи: Никита Новиков Дмитрий Сивов |
| |                             |                                                   |                              | Судьи: Денис Наумов Константин Оленин Линейные судьи: Никита Новиков Дмитрий Сивов |
| |                             |                                                   |                              | Судьи: Денис Наумов Константин Оленин Линейные судьи: Никита Новиков Дмитрий Сивов |
| 6 мин | Штраф                       | 6 мин                                             |                              | Судьи: Денис Наумов Константин Оленин Линейные судьи: Никита Новиков Дмитрий Сивов |
| |                             |                                                   |                              |                                                                                    |
| | 28                          | Броски                                            | 36                           |                                                                                    |

«Ак Барс» лидирует в серии 1-0

### Игра № 2
| 19 апреля 2023 19:00 | Ак Барс | 0 : 3 (0:1, 0:1, 0:1) | ЦСКА | Татнефть-Арена, Казань Зрителей: 8 890 |

| Отчёт | Отчёт                                                   | Отчёт | Отчёт                        | Отчёт                                                                             |
| ----- | ------------------------------------------------------- | --- | ---------------------------- | --------------------------------------------------------------------------------- |
|       |                                                         | |                              |                                                                                   |
|       | Тимур Билялов — 00:00-57:00 Тимур Билялов — 58:11-60:00 | Вратари | 00:00-60:00 — Адам Рейдеборн | Судьи: Алексей Белов Сергей Кулаков Линейные судьи: Артём Савенков Сергей Шелянин |
|       | Голы:                                                   | |                              | Судьи: Алексей Белов Сергей Кулаков Линейные судьи: Артём Савенков Сергей Шелянин |
|       | 0:1 0:2 0:3                                             | 12:32 — Владислав Каменев (К. Окулов, С. Плотников) 34:02 — Ярослав Дыбленко (М. Григоренко, П. Полтапов) 58:11 — Михаил Григоренко (п.в.) (А. Сергеев) |                              | Судьи: Алексей Белов Сергей Кулаков Линейные судьи: Артём Савенков Сергей Шелянин |
|       |                                                         | |                              | Судьи: Алексей Белов Сергей Кулаков Линейные судьи: Артём Савенков Сергей Шелянин |
|       |                                                         | |                              | Судьи: Алексей Белов Сергей Кулаков Линейные судьи: Артём Савенков Сергей Шелянин |
|       |                                                         | |                              | Судьи: Алексей Белов Сергей Кулаков Линейные судьи: Артём Савенков Сергей Шелянин |
| 9 мин | Штраф                                                   | 8 мин |                              | Судьи: Алексей Белов Сергей Кулаков Линейные судьи: Артём Савенков Сергей Шелянин |
|       |                                                         | |                              |                                                                                   |
|       | 29                                                      | Броски | 19                           |                                                                                   |

Ничья в серии 1-1

### Игра № 3
| 21 апреля 2023 19:30 | ЦСКА | 3 : 2 (0:0, 3:1, 0:1) | Ак Барс | ЦСКА Арена, Москва Зрителей: 10 284 |

| Отчёт | Отчёт                        | Отчёт                                                                                  | Отчёт                                                   | Отчёт                                                                                |
| --- | ---------------------------- | -------------------------------------------------------------------------------------- | ------------------------------------------------------- | ------------------------------------------------------------------------------------ |
| |                              |                                                                                        |                                                         |                                                                                      |
| | Адам Рейдеборн — 00:00-60:00 | Вратари                                                                                | 00:00-40:00 — Тимур Билялов 40:00-57:08 — Амир Мифтахов | Судьи: Виктор Гашилов Сергей Беляев Линейные судьи: Антон Понамаренко Никита Вилюгин |
| | Голы:                        |                                                                                        |                                                         | Судьи: Виктор Гашилов Сергей Беляев Линейные судьи: Антон Понамаренко Никита Вилюгин |
| Михаил Григоренко (бол.) — 22:12 (Н. Нестеров, К. Окулов) Максим Соркин — 32:06 (П. Полтапов) Антон Слепышев (бол.) — 35:56 (Н. Нестеров, К. Окулов) | 1:0 1:1 2:1 3:1 3:2          | 22:40 — Дмитрий Воронков (Д. Журавлёв) 45:11 — Александр Радулов (К. Адамчук, Д. Юдин) |                                                         | Судьи: Виктор Гашилов Сергей Беляев Линейные судьи: Антон Понамаренко Никита Вилюгин |
| |                              |                                                                                        |                                                         | Судьи: Виктор Гашилов Сергей Беляев Линейные судьи: Антон Понамаренко Никита Вилюгин |
| |                              |                                                                                        |                                                         | Судьи: Виктор Гашилов Сергей Беляев Линейные судьи: Антон Понамаренко Никита Вилюгин |
| |                              |                                                                                        |                                                         | Судьи: Виктор Гашилов Сергей Беляев Линейные судьи: Антон Понамаренко Никита Вилюгин |
| 6 мин | Штраф                        | 6 мин                                                                                  |                                                         | Судьи: Виктор Гашилов Сергей Беляев Линейные судьи: Антон Понамаренко Никита Вилюгин |
| |                              |                                                                                        |                                                         |                                                                                      |
| | 15                           | Броски                                                                                 | 34                                                      |                                                                                      |

ЦСКА лидирует в серии 2-1

### Игра № 4
| 23 апреля 2023 17:00 | ЦСКА | 2 : 1 (1:1, 0:0, 1:0) | Ак Барс | ЦСКА Арена, Москва Зрителей: 10 344 |

| Отчёт                                                                                        | Отчёт                        | Отчёт                              | Отчёт                       | Отчёт                                                                            |
| -------------------------------------------------------------------------------------------- | ---------------------------- | ---------------------------------- | --------------------------- | -------------------------------------------------------------------------------- |
|                                                                                              |                              |                                    |                             |                                                                                  |
|                                                                                              | Адам Рейдеборн — 00:00-60:00 | Вратари                            | 00:00-59:00 — Тимур Билялов | Судьи: Виктор Бирин Максим Сидоренко Линейные судьи: Дмитрий Сивов Дмитрий Шишло |
|                                                                                              | Голы:                        |                                    |                             | Судьи: Виктор Бирин Максим Сидоренко Линейные судьи: Дмитрий Сивов Дмитрий Шишло |
| Антон Слепышев (бол.) — 14:35 (К. Окулов, Н. Нестеров) Владислав Каменев — 55:27 (К. Окулов) | 0:1 :1 2:1                   | 10:48 — Кирилл Семёнов (С. Галиев) |                             | Судьи: Виктор Бирин Максим Сидоренко Линейные судьи: Дмитрий Сивов Дмитрий Шишло |
|                                                                                              |                              |                                    |                             | Судьи: Виктор Бирин Максим Сидоренко Линейные судьи: Дмитрий Сивов Дмитрий Шишло |
|                                                                                              |                              |                                    |                             | Судьи: Виктор Бирин Максим Сидоренко Линейные судьи: Дмитрий Сивов Дмитрий Шишло |
|                                                                                              |                              |                                    |                             | Судьи: Виктор Бирин Максим Сидоренко Линейные судьи: Дмитрий Сивов Дмитрий Шишло |
| 6 мин                                                                                        | Штраф                        | 8 мин                              |                             | Судьи: Виктор Бирин Максим Сидоренко Линейные судьи: Дмитрий Сивов Дмитрий Шишло |
|                                                                                              |                              |                                    |                             |                                                                                  |
|                                                                                              | 30                           | Броски                             | 25                          |                                                                                  |

ЦСКА лидирует в серии 3-1

### Игра № 5
| 25 апреля 2023 19:30 | Ак Барс | 2 : 1 (0:1, 1:0, 1:0) | ЦСКА | Татнефть-Арена, Казань Зрителей: 8 619 |

| Отчёт                                                                                          | Отчёт                       | Отчёт                   | Отчёт                        | Отчёт                                                                               |
| ---------------------------------------------------------------------------------------------- | --------------------------- | ----------------------- | ---------------------------- | ----------------------------------------------------------------------------------- |
|                                                                                                |                             |                         |                              |                                                                                     |
|                                                                                                | Тимур Билялов — 00:00-60:00 | Вратари                 | 00:00-58:48 — Адам Рейдеборн | Судьи: Константин Оленин Алексей Белов Линейные судьи: Дмитрий Шишло Никита Новиков |
|                                                                                                | Голы:                       |                         |                              | Судьи: Константин Оленин Алексей Белов Линейные судьи: Дмитрий Шишло Никита Новиков |
| Александр Радулов (бол.) — 29:35 (В. Шипачёв) Станислав Галиев — 52:22 (Н. Лямкин, К. Семёнов) | 0:1 :1 2:1                  | 19:56 — Прохор Полтапов |                              | Судьи: Константин Оленин Алексей Белов Линейные судьи: Дмитрий Шишло Никита Новиков |
|                                                                                                |                             |                         |                              | Судьи: Константин Оленин Алексей Белов Линейные судьи: Дмитрий Шишло Никита Новиков |
|                                                                                                |                             |                         |                              | Судьи: Константин Оленин Алексей Белов Линейные судьи: Дмитрий Шишло Никита Новиков |
|                                                                                                |                             |                         |                              | Судьи: Константин Оленин Алексей Белов Линейные судьи: Дмитрий Шишло Никита Новиков |
| 8 мин                                                                                          | Штраф                       | 6 мин                   |                              | Судьи: Константин Оленин Алексей Белов Линейные судьи: Дмитрий Шишло Никита Новиков |
|                                                                                                |                             |                         |                              |                                                                                     |
|                                                                                                | 23                          | Броски                  | 18                           |                                                                                     |

ЦСКА лидирует в серии 3-2

### Игра № 6
| 27 апреля 2023 19:30 | ЦСКА | 0 : 3 (0:1, 0:1, 0:1) | Ак Барс | ЦСКА Арена, Москва Зрителей: 10 542 |

| Отчёт | Отчёт                                                     | Отчёт | Отчёт                       | Отчёт                                                                               |
| ----- | --------------------------------------------------------- | --- | --------------------------- | ----------------------------------------------------------------------------------- |
|       |                                                           | |                             |                                                                                     |
|       | Адам Рейдеборн — 00:00-58:37 Адам Рейдеборн — 59:33-60:00 | Вратари | 00:00-60:00 — Тимур Билялов | Судьи: Сергей Беляев Константин Оленин Линейные судьи: Сергей Шелянин Дмитрий Сивов |
|       | Голы:                                                     | |                             | Судьи: Сергей Беляев Константин Оленин Линейные судьи: Сергей Шелянин Дмитрий Сивов |
|       | 0:1 0:2 0:3                                               | 07:44 — Артём Галимов (Н. Евсеев) 38:01 — Вадим Шипачёв (бол.) (Д. Юдин, Д. Кагарлицкий) 59:33 — Никита Дыняк (п.в.) |                             | Судьи: Сергей Беляев Константин Оленин Линейные судьи: Сергей Шелянин Дмитрий Сивов |
|       |                                                           | |                             | Судьи: Сергей Беляев Константин Оленин Линейные судьи: Сергей Шелянин Дмитрий Сивов |
|       |                                                           | |                             | Судьи: Сергей Беляев Константин Оленин Линейные судьи: Сергей Шелянин Дмитрий Сивов |
|       |                                                           | |                             | Судьи: Сергей Беляев Константин Оленин Линейные судьи: Сергей Шелянин Дмитрий Сивов |
| 4 мин | Штраф                                                     | 4 мин |                             | Судьи: Сергей Беляев Константин Оленин Линейные судьи: Сергей Шелянин Дмитрий Сивов |
|       |                                                           | |                             |                                                                                     |
|       | 27                                                        | Броски | 13                          |                                                                                     |

Ничья в серии 3-3

### Игра № 7
| 29 апреля 2023 17:00 | Ак Барс | 2 : 3 (1:0, 1:3, 0:0) | ЦСКА | Татнефть-Арена, Казань Зрителей: 8 890 |

| Отчёт                                                       | Отчёт                       | Отчёт | Отчёт                        | Отчёт                                                                              |
| ----------------------------------------------------------- | --------------------------- | --- | ---------------------------- | ---------------------------------------------------------------------------------- |
|                                                             |                             | |                              |                                                                                    |
|                                                             | Тимур Билялов — 00:00-58:02 | Вратари | 00:00-60:00 — Адам Рейдеборн | Судьи: Виктор Бирин Константин Оленин Линейные судьи: Сергей Шелянин Дмитрий Шишло |
|                                                             | Голы:                       | |                              | Судьи: Виктор Бирин Константин Оленин Линейные судьи: Сергей Шелянин Дмитрий Шишло |
| Кирилл Петров — 19:10 Дмитрий Воронков — 27:16 (А. Радулов) | 1:0 1:1 2:1 2:2 2:3         | 20:15 — Антон Слепышев (А. Светлаков) 30:12 — Владислав Каменев (С. Плотников) 31:28 — Даррен Диц (К. Окулов) |                              | Судьи: Виктор Бирин Константин Оленин Линейные судьи: Сергей Шелянин Дмитрий Шишло |
|                                                             |                             | |                              | Судьи: Виктор Бирин Константин Оленин Линейные судьи: Сергей Шелянин Дмитрий Шишло |
|                                                             |                             | |                              | Судьи: Виктор Бирин Константин Оленин Линейные судьи: Сергей Шелянин Дмитрий Шишло |
|                                                             |                             | |                              | Судьи: Виктор Бирин Константин Оленин Линейные судьи: Сергей Шелянин Дмитрий Шишло |
| 6 мин                                                       | Штраф                       | 6 мин |                              | Судьи: Виктор Бирин Константин Оленин Линейные судьи: Сергей Шелянин Дмитрий Шишло |
|                                                             |                             | |                              |                                                                                    |
|                                                             | 21                          | Броски | 33                           |                                                                                    |

| Обладатель Кубка Гагарина 2023 |
| ------------------------------ |
| ЦСКА третий титул              |

## Составы команд

### «Ак Барс»
| №          | Игрок                 | Страна    | Хват    | Дата рождения    | Рост    | Вес     | Участие в финале                      |
| Вратари    | Вратари               | Вратари   | Вратари | Вратари          | Вратари | Вратари | Вратари                               |
| ---------- | --------------------- | --------- | ------- | ---------------- | ------- | ------- | ------------------------------------- |
| 35         | Амир Мифтахов         | Россия    | Левый   | 26 апреля 2000   | 185 см  | 72 кг   | первое                                |
| 82         | Тимур Билялов         | Россия    | Левый   | 28 марта 1995    | 179 см  | 79 кг   | первое                                |
|            | Артур Ахтямов         | Россия    |         |                  |         |         |                                       |
| Защитники  |                       |           |         |                  |         |         |                                       |
| 2          | Даниил Журавлёв       | Россия    | Левый   | 8 апреля 2000    | 183 см  | 81 кг   | первое                                |
| 3          | Динар Хафизуллин      | Россия    | Левый   | 5 января 1989    | 180 см  | 82 кг   | третье (2015, 2017)                   |
| 18         | Кристиан Хенкель      | Беларусь  | Левый   | 7 ноября 1995    | 186 см  | 90 кг   | первое                                |
| 26         | Вячеслав Войнов       | Россия    | Правый  | 15 января 1990   | 182 см  | 82 кг   | второе (2017)                         |
| 42         | Василий Токранов      | Россия    | Левый   | 2 августа 1989   | 184 см  | 95 кг   | третье (2009, 2018)                   |
| 44         | Дмитрий Юдин          | Россия    | Левый   | 31 июля 1995     | 189 см  | 90 кг   | третье (2015, 2017)                   |
| 49         | Никита Евсеев         | Россия    | Левый   | 10 мая 2004      | 186 см  | 85 кг   | первое                                |
| 65         | Константин Лучевников | Россия    | Левый   | 12 июля 1995     | 188 см  | 87 кг   | первое                                |
| 77         | Кирилл Адамчук        | Россия    | Левый   | 24 мая 1994      | 190 см  | 91 кг   | первое                                |
| 96         | Никита Лямкин         | Россия    | Левый   | 6 февраля 1996   | 195 см  | 85 кг   | второе (2018)                         |
| Нападающие |                       |           |         |                  |         |         |                                       |
| 7          | Кирилл Панюков        | Казахстан | Правый  | 22 мая 1997      | 186 см  | 87 кг   | первое                                |
| 9          | Дмитрий Кагарлицкий   | Россия    | Правый  | 1 августа 1989   | 177 см  | 74 кг   | первое                                |
| 10         | Дмитрий Воронков      | Россия    | Левый   | 10 сентября 2000 | 192 см  | 86 кг   | первое                                |
| 22         | Станислав Галиев      | Россия    | Правый  | 17 января 1992   | 184 см  | 85 кг   | второе (2018)                         |
| 24         | Илья Сафонов — А      | Россия    | Левый   | 30 мая 2001      | 193 см  | 93 кг   | первое                                |
| 27         | Кирилл Петров         | Россия    | Левый   | 13 апреля 1990   | 191 см  | 106 кг  | шестое (2010, 2015, 2016, 2018, 2019) |
| 47         | Александр Радулов — К | Россия    | Левый   | 5 июля 1986      | 185 см  | 91 кг   | третье (2011, 2016)                   |
| 59         | Семён Терехов         | Россия    | Левый   | 28 января 2002   | 188 см  | 80 кг   | первое                                |
| 86         | Никита Дыняк          | Россия    | Правый  | 6 августа 1997   | 182 см  | 83 кг   | первое                                |
| 87         | Вадим Шипачёв — А     | Россия    | Левый   | 12 марта 1987    | 184 см  | 86 кг   | третье (2015, 2017)                   |
| 89         | Артём Лукоянов        | Россия    | Левый   | 31 января 1989   | 183 см  | 85 кг   | третье (2015, 2018)                   |
| 94         | Кирилл Семёнов        | Россия    | Левый   | 27 октября 1994  | 185 см  | 80 кг   | третье (2019, 2021)                   |
| 95         | Артём Галимов         | Россия    | Левый   | 8 сентября 1999  | 179 см  | 70 кг   | первое                                |

### ЦСКА
| №          | Игрок                | Страна            | Хват    | Дата рождения   | Рост (см) | Вес (кг) | Участие в финале                      |
| Вратари    | Вратари              | Вратари           | Вратари | Вратари         | Вратари   | Вратари  | Вратари                               |
| ---------- | -------------------- | ----------------- | ------- | --------------- | --------- | -------- | ------------------------------------- |
| 36         | Адам Рейдеборн       | Швеция            | Левый   | 18 января 1992  | 184 см    | 81 кг    | второе (2022)                         |
| 39         | Александр Шарыченков | Россия            | Левый   | 3 октября 1993  | 194 см    | 94 кг    | четвёртое (2013, 2018, 2021)          |
| Защитники  |                      |                   |         |                 |           |          |                                       |
| 3          | Фредрик Классон      | Швеция            | Левый   | 24 ноября 1992  | 185 см    | 93 кг    | первое                                |
| 18         | Николай Макаров      | Россия            | Левый   | 12 января 2003  | 186 см    | 88 кг    | первое                                |
| 44         | Даррен Диц           | Казахстан         | Правый  | 17 июля 1993    | 187 см    | 95 кг    | второе (2022)                         |
| 45         | Владислав Провольнев | Россия            | Левый   | 3 апреля 1995   | 191 см    | 88 кг    | второе (2022)                         |
| 73         | Ярослав Дыбленко     | Россия            | Левый   | 28 декабря 1993 | 186 см    | 88 кг    | первое                                |
| 88         | Владимир Грудинин    | Россия            | Левый   | 9 декабря 2003  | 178 см    | 71 кг    | второе (2022)                         |
| 89         | Никита Нестеров — К  | Россия            | Левый   | 28 марта 1993   | 181 см    | 90 кг    | пятое (2013, 2018, 2019, 2022)        |
| 93         | Артём Сергеев        | Россия            | Правый  | 20 апреля 1993  | 186 см    | 94 кг    | пятое (2016, 2018, 2021, 2022)        |
| Нападающие |                      |                   |         |                 |           |          |                                       |
| 7          | Матвей Гуськов       | Россия            | Левый   | 30 января 2001  | 186 см    | 78 кг    | второе (2022)                         |
| 9          | Антон Слепышев       | Россия            | Правый  | 13 мая 1994     | 187 см    | 96 кг    | четвёртое (2019, 2021, 2022)          |
| 11         | Виталий Абрамов      | Россия            | Левый   | 8 мая 1998      | 178 см    | 81 кг    | второе (2022)                         |
| 13         | Прохор Полтапов      | Россия            | Правый  | 1 февраля 2003  | 182 см    | 80 кг    | первое                                |
| 15         | Павел Карнаухов      | Россия · Беларусь | Левый   | 15 марта 1997   | 189 см    | 96 кг    | пятое (2018, 2019, 2021, 2022)        |
| 16         | Сергей Плотников — А | Россия            | Левый   | 3 июня 1990     | 186 см    | 95 кг    | третье (2017, 2022)                   |
| 25         | Михаил Григоренко    | Россия            | Левый   | 16 мая 1994     | 191 см    | 91 кг    | четвёртое (2018, 2019, 2022)          |
| 26         | Владимир Брюквин     | Россия            | Правый  | 22 января 1995  | 184 см    | 92 кг    | первое                                |
| 27         | Максим Соркин        | Россия            | Левый   | 19 апреля 2000  | 189 см    | 88 кг    | третье (2021, 2022)                   |
| 50         | Данил Юртайкин       | Россия            | Правый  | 1 июля 1997     | 181 см    | 81 кг    | второе (2022)                         |
| 63         | Тахир Мингачёв       | Россия            | Левый   | 31 июля 2001    | 187 см    | 94 кг    | второе (2022)                         |
| 71         | Константин Окулов    | Россия            | Левый   | 18 февраля 1995 | 184 см    | 82 кг    | пятое (2018, 2019, 2021, 2022)        |
| 79         | Василий Дронык       | Россия            | Правый  | 23 июня 2003    | 195 см    | 95 кг    | первое                                |
| 87         | Андрей Светлаков — А | Россия            | Левый   | 6 апреля 1996   | 182 см    | 92 кг    | шестое (2016, 2018, 2019, 2021, 2022) |
| 94         | Владислав Каменев    | Россия            | Левый   | 12 августа 1996 | 189 см    | 84 кг    | второе (2022)                         |
| 96         | Семён Панкратов      | Россия            | Левый   | 26 мая 1998     | 184 см    | 88 кг    | второе (2022)                         |
| 98         | Максим Мамин         | Россия            | Левый   | 13 января 1995  | 189 см    | 95 кг    | четвёртое (2016, 2019, 2021)          |